# 벚꽃 물든 게이샤
《벚꽃 물든 게이샤》(A Courtesan with Flowered Skin)는 2014년에 개봉한 일본의 드라마 멜로 로맨스 영화로, 미야기 아야코의 소설 《화소도중(花宵道中)》이 원작이다. 도요시마 케이스케가 감독, 카모 요시노부가 각본을 맡았으며, 아다치 유미, 후치카미 야스시 등이 출연했다.

## 캐스팅
- 아다치 유미 : 아사기리 역
- 후치카미 야스시
- 코시노 에나
- 미츠야 요코
- 타키가와 하나코
- 타치바나 아야노
- 타카오카 사키